# Niederwinkling

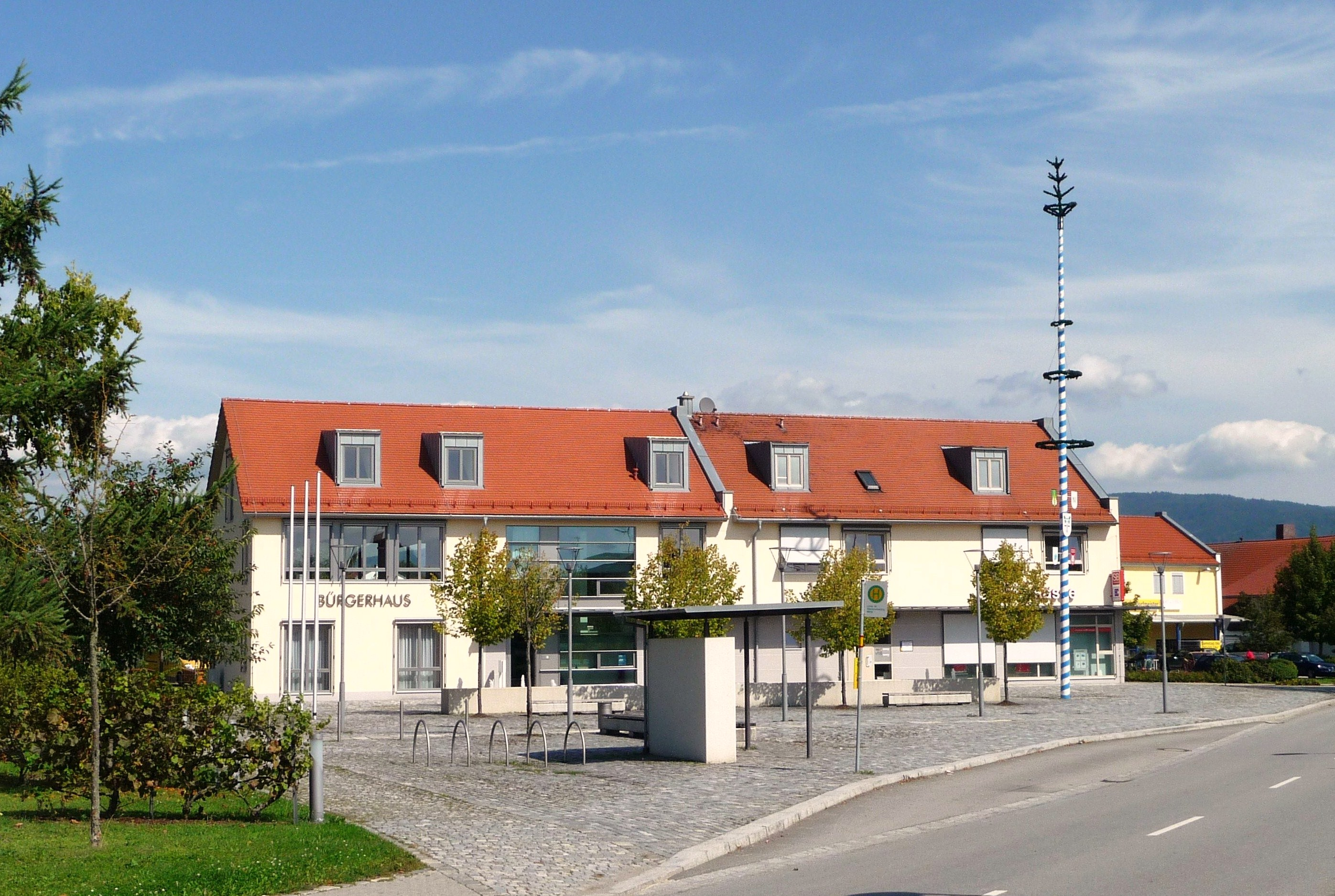
Das Bürgerhaus am Dorfplatz

Niederwinkling ist eine Gemeinde im niederbayerischen Landkreis Straubing-Bogen und Mitglied der Verwaltungsgemeinschaft Schwarzach. Das gleichnamige Kirchdorf ist Sitz der Gemeindeverwaltung.

## Geographie

### Geographische Lage
Das Gemeindegebiet liegt zentral im ostbayerischen Raum in einer Randterrasse des Donautales, der sogenannten Niederwinklinger Randbucht. Daneben gehören auch Ausläufer des Bayerischen Waldes (der Welchenberg) dazu. Die Gemeinde liegt somit zwischen Gäuboden und dem Bayerischen Wald. Der höchste Punkt der Gemeinde liegt bei 399 m ü. NHN, der tiefste bei 313 m ü. NHN.
Eine andere Bezeichnung für Teile des Gemeindegebietes ist "Heiwisch". Die Gemeinde gehört zur Planungsregion Donau-Wald.

### Nachbargemeinden
Die an Niederwinkling angrenzenden Gemeinden sind Schwarzach, Offenberg, Mariaposching, Irlbach und Bogen (im Uhrzeigersinn).

### Gemeindegliederung
Es gibt 34 Gemeindeteile (in Klammern ist der Siedlungstyp angegeben):
- Aicha (Dorf)
- Albertskirchen (Einöde)
- Alkofen (Weiler)
- Anger (Einöde)
- Asbach (Weiler)
- Bruch (Einöde)
- Buglau (Dorf)
- Dürnhaid (Dorf)
- Espern (Weiler)
- Haag (Weiler)
- Hagengrub (Weiler)
- Haid (Weiler)
- Hochstetten (Weiler)
- Höhl (Weiler)
- Kammerau (Einöde)
- Langenrain (Weiler)
- Lauterbach (Weiler)
- Lehel (Weiler)
- Lenzing (Einöde)
- Lohholz (Einöde)
- Mitterrain (Weiler)
- Moos (Weiler)
- Niederwinkling (Kirchdorf)
- Oberwinkling (Pfarrdorf)
- Odenberg (Weiler)
- Petzendorf (Einöde)
- Sagstetten (Einöde)
- Schrolling (Einöde)
- Seiderau (Dorf)
- Steinerrain (Einöde)
- Stephlingerstand (Einöde)
- Vorbühl (Weiler)
- Waltendorf (Pfarrdorf)
- Welchenberg (Kirchdorf)

Es gibt die Gemarkungen Niederwinkling und Waltendorf.

## Geschichte
Bereits in der Jüngeren Steinzeit, also 4000–1800 v. Chr. lässt sich eine erste bäuerliche Sesshaftigkeit von Menschen in der Umgebung von Niederwinkling feststellen. Um 500 v. Chr. siedelten sich die Kelten in der Gegend an und bauten Wein an. Ihnen folgten um Christi Geburt die Römer. Nach dem Zerfall des römischen Reiches überschritten ca. 600 n. Chr. bajuwarische Sippen die Donau und der Bajuware Winchilo ließ sich hier nieder. Ein Enkel Winchilos, der Freibauer Friedrich schenkte im Jahr 741 seine Eigenkirche samt acht Höfen dem Kloster Niederalteich, bei dem es bis im Jahr 1194 verblieb.
Die beiden Orte Oberwinkling und Niederwinkling wurden in der Folgezeit von verschiedenen Rittergeschlechtern verwaltet, bis die Witwe des Ritters Hans von Pürching im Jahre 1657 Niederwinkling, Oberwinkling und Welchenberg an das Kloster Oberalteich verschenkte, zu dem es bis zur Säkularisation im Jahr 1803 gehörte.
Im Zuge der Verwaltungsreformen in Bayern entstand mit dem Zweiten Gemeindeedikt von 1818 schließlich die Gemeinde Niederwinkling, während die Pfarrei sich Oberwinkling nannte. Seit dem Bau einer gemeinsamen Kirche in den Jahren 1908 bis 1910 in der Mitte zwischen den beiden Ortsteilen Ober- und Niederwinkling wuchsen die Ortsteile immer mehr zusammen.
Seit den 2000er Jahren hat sich die Gemeinde Niederwinkling aufgrund der verkehrsgünstigen Lage an der Autobahn A3 und der Nähe zum Autobahnkreuz Deggendorf mit der Autobahn A92 von einer zunächst landwirtschaftlich geprägten Gemeinde zu einem Industrie- und Gewerbestandort entwickelt.
Welchenberg ist ein alter Adelssitz. Kleine Reste des ehemaligen Schlosses, einer „arx perelegans in monte“ (Originalzitat Wening), sind auf dem „Schlossberg“ noch zu finden. Erstmals urkundlich erwähnt wird Welchenberg im Jahre 750 n. Chr., da das Benediktinerkloster Niederalteich hier Weinberge besaß. Um 1100 sind die Welchenberger bezeugt, deren Geschlecht wohl im 14. Jahrhundert ausgestorben ist. Von da an gab es wechselnde Eigentümer der Hofmark Welchenberg. Von 1658 bestimmten die Benediktiner aus Oberalteich die Geschichte des Ortes, die ein Priorat errichteten. Die letzte Adelige, Katharina von Pürching, hatte, kinderlos verstorben, die Hofmark dem Kloster vermacht. Schon im selben Jahr bauten sie an der heutigen Staatsstraße eine „Hoftaverne“ mit Brauerei. Die Säkularisation brachte weltliche Besitzer. Das für dörfliche Verhältnisse große und stattliche Brauhaus gibt es noch und beherbergt heute den bekannten Landgasthof Buchner. Das Schloss aber, wohl schon von den Patres nicht mehr recht gepflegt, da auf dem Berg gelegen und daher mühsam zu erreichen, verfiel allmählich. Recht schön auf einem Absatz des Schlossberges über der Donauebene gelegen ist die Kirche St. Mauritius aus der Zeit des Frühbarock.

### Eingemeindungen
Im Zuge der Gebietsreform in Bayern wurde am 1. Januar 1971 die Gemeinde Waltendorf eingemeindet. Am 1. Januar 1978 folgte mit  Espern, Haag, Hagengrub, Lenzing und Welchenberg der östliche Teil der ehemaligen Gemeinde Pfelling.

### Einwohnerentwicklung
Im Zeitraum 1988 bis 2018 wuchs die Gemeinde von 1783 auf 2771 um 988 Einwohner bzw. um 55,4 %.
| Datum      | Einwohner |
| ---------- | --------- |
| 01.12.1840 | 1156      |
| 17.05.1939 | 1472      |
| 13.09.1950 | 1826      |
| 06.06.1961 | 1459      |
| 25.05.1987 | 1759      |
| 31.12.1991 | 1859      |
| 31.12.1995 | 1963      |
| 31.12.2000 | 2038      |
| 30.06.2005 | 2280      |
| 31.12.2010 | 2508      |
| 31.12.2015 | 2607      |
| 31.12.2021 | 2876      |
| 30.09.2022 | 2964      |

83,3 Prozent der Bevölkerung der Gemeinde sind römisch-katholisch, 4,9 Prozent evangelisch und 11,8 Prozent gehören einer anderen oder keiner Glaubensgemeinschaft an. Niederwinkling hat einen Ausländeranteil von 3,1 Prozent (Stand 9. Mai 2011).

## Politik

### Bürgermeister
Erster Bürgermeister ist Ludwig Waas (Freie Wähler). Er ist seit 1. Mai 1996 im Amt. Bei der Bürgermeisterwahl 2020 erreichte er im ersten Wahlgang einen Stimmanteil von 83,7 %.

### Gemeinderat
Die Kommunalwahlen von 2020 am 15. März und frühere ergaben folgende Sitzverteilungen:
|      | Freie Wähler | CSU | CWG-W. | FDP-FWG | Gesamt |
| 2020 | 7            | 3   | 2      | 2       | 14     |
| 2014 | 6            | 4   | 2      | 2       | 14     |
| 2008 | 6            | 4   | 2      | 2       | 14     |

### Wappen
| Wappen von Niederwinkling | Blasonierung: „In Silber an rotem Rebstock zwei grüne Weinreben mit je einem grünen Blatt und einer grünen Traube, daneben auf jeder Seite ein aufrecht gestelltes, schwarzes Steinbeil.“                                                    |
| Wappen von Niederwinkling | Wappenbegründung: Der Rebstock im Wappen erinnert an die mittelalterliche Weinbautradition in der Gemeinde. Auf die frühe Besiedlung weisen die hier 1953/1954 gefundenen Steinbeile aus der Jüngeren Steinzeit hin. Wappenführung seit 1967 |

### Partnerschaft
- Seit 22. März 1977 besteht eine offizielle Partnerschaft mit der oberösterreichischen Marktgemeinde Gaspoltshofen, der eine langjährige Freundschaft der beiden Gemeinden vorausging.

## Kultur, Sehenswürdigkeiten und Freizeit

### Freizeit und Erholung
- Freibad
- Turnhalle
- 2 Fußballplätze
- 4 Tennisplätze
- Gemeindebücherei
- Dorf- und Begegnungszentrum
- Bürgerhaus
- Hotel und Restaurant

### Vereine
Zahlreiche Vereine engagieren sich auf den Gebieten des Sportes, der Musik sowie des Sozialen und beleben damit das Leben der Gemeinde.

### Baudenkmäler
- Pfarrkirche St. Wolfgang und St. Johannes in Oberwinkling, 1908 bis 1910 im neubarocken Stil erbaut
- Kirche St. Mauritius in Welchenberg, um 1660 bis 1670 erbaute Barockkirche
- Filialkirche St. Koloman in Lenzing, um 1500

## Wirtschaft und Infrastruktur

### Wirtschaftsstandort Niederwinkling
Die Gemeinde hat sich von einer zunächst landwirtschaftlich geprägten Gemeinde zu einem Industrie- und Gewerbestandort entwickelt.
Erster Schritt dazu war die Ansiedlung der Firma Dichtungstechnik Wallstabe & Schneider im Jahre 1960, die sich zu einem Weltunternehmen entwickelt hat und in ihrem Haupt- und Gründungssitz in Niederwinkling über 700 Mitarbeiter beschäftigt.
Im Industrie- und Gewerbegebiet Schaidweg direkt bei der Autobahnausfahrt A3 wurde im Jahre 1991 mit der Ansiedlung weiterer Betriebe begonnen. Die Erschließung zusätzlicher Industrie- und Gewerbeflächen führte zu einem steten Zuwachs der Anzahl von Betrieben und Beschäftigten. Bis 2015 siedelten sich knapp 20 neue Industrie- und Gewerbebetriebe mit über 1000 neuen Arbeitsplätzen an.
Es pendeln mehr Arbeitnehmer nach Niederwinkling ein als aus. Die Steuereinnahmekraft stieg von 5 929 000 Euro (2008) auf 11 486 000 Euro (2012).
2003 erhielt die Gemeinde Niederwinkling den Bayerischen Qualitätspreis des Bayerischen Staatsministeriums für Wirtschaft, Infrastruktur, Verkehr und Technologie als wirtschaftsfreundliche Gemeinde 2003.
Seit 2005 bekommt die Gemeinde keine Schlüsselzuweisungen mehr und ist seit Ende 2007 schuldenfrei.
Die Steuerkraftzahl pro Einwohner liegt 2015 bei 3114,84 Euro. Damit liegt Niederwinkling auf Platz 1 im Landkreis Straubing-Bogen, auf Platz 2 in Niederbayern und auf Platz 11 in Bayern.

### Verkehr
Die Gemeinde liegt an der Bundesautobahn 3 (E56). Zudem wird sie von den Staatsstraßen 2125 (Deggendorf–Niederwinkling–Bogen) und Staatsstraße 2147 (Niederwinkling–Schwarzach–Mitterfels) durchquert.
Die nächstgelegene Bahnstation befindet sich im zehn Kilometer entfernten Bogen an der Bahnstrecke Straubing–Miltach. In Straubing besteht Anschluss an die Hauptstrecke Regensburg–Passau.
Die Entfernung zur Station Deggendorf Hauptbahnhof (Bahnstrecke Plattling–Bayerisch Eisenstein) beträgt rund 15 Kilometer.
Der nächste Donauhafen befindet sich in Deggendorf mit einer Entfernung von 16 Kilometern. Die Entfernung zum nächstgelegenen gut ausgebauten Verkehrslandeplatz, dem Flugplatz Straubing, beträgt 30 Kilometer.

### Bildung
Im Jahr 2022 wurden in zwei Kindertageseinrichtungen mit 166 genehmigten Plätzen 152 Kinder betreut, davon 39 unter drei Jahren. Die Schülerzahl der Grundschule
Niederwinkling-Mariaposching lag im Schuljahr 2021/2022 bei 158 Schülern in acht Klassen, unterrichtet von elf hauptamtlichen Lehrkräften. In Niederwinkling gibt es eine Gemeindebücherei.

## Auszeichnungen
- Wirtschaftsfreundliche Gemeinde 2003; Bayerischer Qualitätspreis des Bayerischen Staatsministeriums für Wirtschaft, Infrastruktur, Verkehr und Technologie
- Kommune des Jahres 2010; Großer Preis des Mittelstandes der Oskar-Patzelt-Stiftung
- Premier-Kommune 2013; Großer Preis des Mittelstandes der Oskar-Patzelt-Stiftung

## Persönlichkeiten
- Heinrich Kilger der Ältere (1881–1965), Brauer, sozialdemokratischer Stadtrat in Heidelberg, geboren in Niederwinkling
- Hans Körnig (1905–1989), Maler und Grafiker, lebte einige Jahre in Niederwinkling.
- Alfons Schäffer (1923–1984), Politiker (CSU), Mitglied ds Bayerischen Landtags, geboren in Niederwinkling
- Hans-Jürgen Buchner (* 1944), Musiker, Komponist von Filmmusik und Kopf der niederbayerischen Gruppe Haindling, verbrachte seine Jugend in Welchenberg
- Bettina Tremmel (* 1971), Provinzialrömische Archäologin, wuchs in Niederwinkling auf